# Handball-Bayernliga 1965/66
Die Saison 1965/66 der Handball-Bayernliga war die achte Spielzeit der bayerischen Handballliga, die als eine der höchsten Spielklassen im deutschen Ligensystem eingestuft war.

## Bayerische Meisterschaft
Meister Ansbach und Vizemeister Zirndorf waren die bayerischen Vertreter bei der „Süddeutschen Meisterschaft 1966“, über die sich der TSV Zirndorf für die neu gegründete Handball-Bundesliga qualifizieren konnte und damit zu den Gründungsmitgliedern der Liga gehört. Die Regensburger Turnerschaft war in diesem Jahr der einzige Absteiger, da in der Folgesaison die Liga auf zehn Teilnehmer aufgestockt wurde.

### Modus
Es spielte jedes Team nur einmal gegeneinander, ohne Rückrunde. So war bereits nach sieben Spieltagen die Meisterschaft entschieden. Meister und Vizemeister waren zur Teilnahme an der Süddeutschen Meisterschaft qualifiziert. Platz 8 war der einzige Absteiger.

## Teilnehmer
An der Bayernliga 1965/66 nahmen acht Mannschaften teil. Titelverteidiger war der TSV Milbertshofen und neu in der Liga waren die Aufsteiger VfB Coburg 07 und TSV 09 Landshut. Nicht mehr dabei waren die Absteiger der Vorsaison TSV Partenkirchen und Post SV München.

### Abschlusstabelle
|    | Mannschaft            | Spiele | Punkte |
| -- | --------------------- | ------ | ------ |
| 1. | TSV 1860 Ansbach      | 7      | 11:3   |
| 2. | TSV 1861 Zirndorf     | 7      | 9:5    |
| 3. | ESV München-Laim      | 7      | 8:6    |
| 4. | TV 1860 Bad Windsheim | 7      | 8:6    |
| 5. | VfB Coburg 07 (N)     | 7      | 8:6    |
| 6. | TSV 09 Landshut (N)   | 7      | 7:7    |
| 7. | TSV Milbertshofen (M) | 7      | 3:11   |
| 8. | Regensburger TS       | 7      | 2:12   |

Bereich des „Bayer. Handballverbandes“ (BHV)

(M) = Meister (Titelverteidiger) (N) = Neu in der Liga (Aufsteiger) 

Bayerischer Meister und für die Endrunde zur Süddeutschen Meisterschaft qualifiziert
Für die Endrunde zur Süddeutschen Meisterschaft 1966 qualifiziert
 Für die Bayernliga 1966/67 qualifiziert
Absteiger